# Romênia nos Jogos Olímpicos de Verão de 1964
A Romênia competiu nos Jogos Olímpicos de Verão de 1964, realizados em Tóquio, Japão.